# Canticum Sacrum

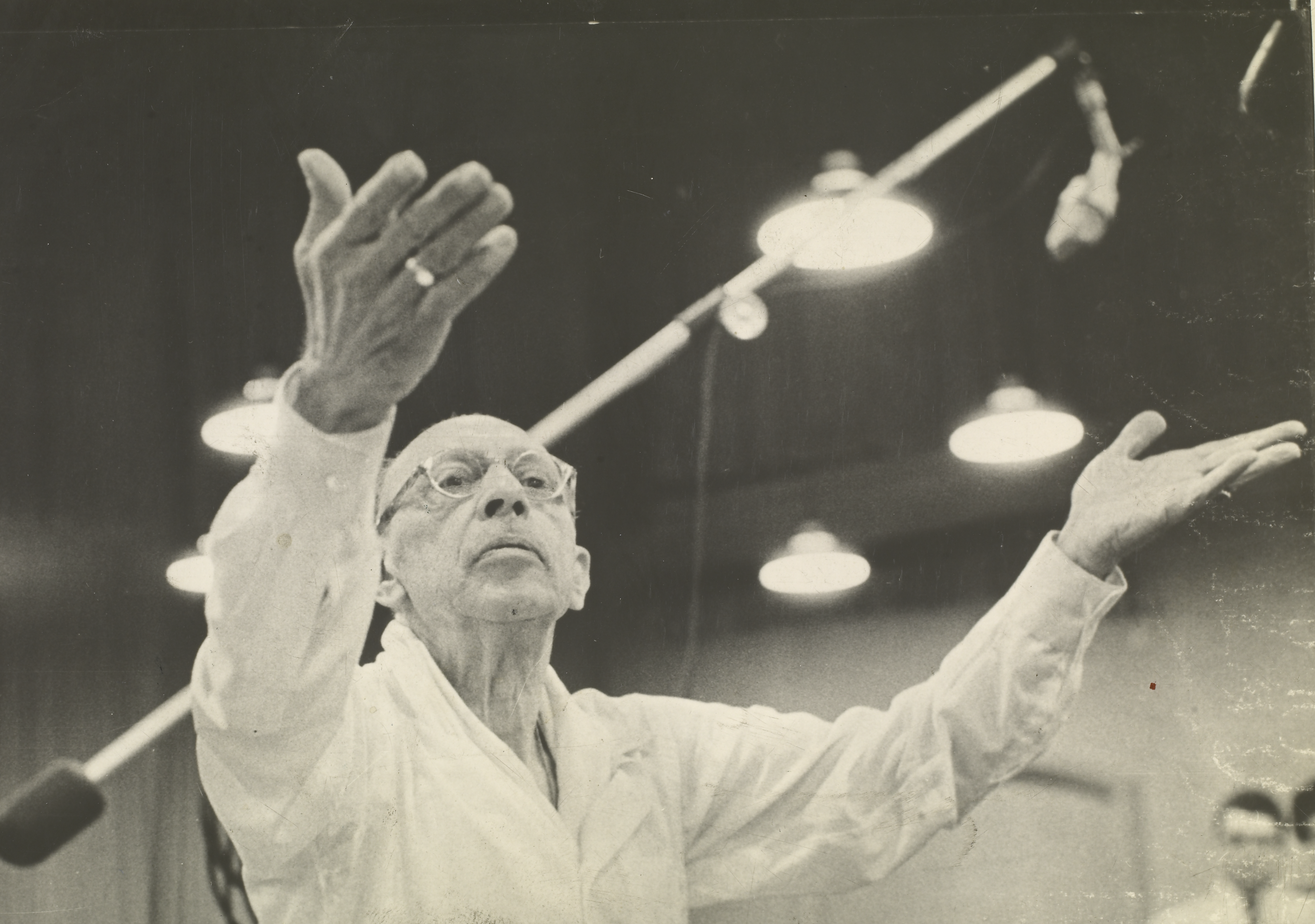
Igor Stravinsky.

Canticum Sacrum ad Honorem Sancti Marci Nominis est une œuvre vocale en six mouvements à caractère religieux composée par Igor Stravinsky en 1956, et dédiée à la basilique Saint-Marc de Venise.

## Effectif
L'œuvre est composée pour un groupe vocal constitué de deux solistes (un ténor et un baryton), et d'un chœur mixte, et d'un orchestre de cuivres (excluant les cors et tubas), une flûte, deux hautbois, cor anglais, deux bassons et contrebassons, trois trompettes en ut, trompette basse en ut, deux trombones ténors, trombone basse, trombone contrebasse, harpe, alto, contrebasses et orgue.

## Les différentes parties
- Dedicatio Urbi Venetiæ
- I. Euntes in mundum
- II. Surge, aquilo
- III. Ad tres virtutes hortationes (Caritas, Spes, Fides)
- IV. Brevis motus cantilenæ : Jesus autem ait illi
- V. Illi autem profecti

L'œuvre a une durée d'environ 18 minutes

## Composition
Comme son titre l'indique, l'œuvre est dédiée à la ville de Venise et à son saint patron, l'apôtre saint Marc. La dédicace Urbi Venetiæ est chantée par les deux solistes en ouverture de l'œuvre. Stravinsky rompt avec ses habitudes compositionnelles en adaptant son écriture à l'acoustique de la basilique, réduisant l'effectif orchestral, certains mouvements étant interprétés par un chanteur accompagné d'un seul ou de deux instruments, et en composant des séquences courtes et ménageant des silences pour laisser résonner l'écho de la salle. L'écriture combine à la fois le langage modal qui accentue son archaïsme et le langage sériel dans les mouvements centraux, où la structure en cinq parties est symétrique.